# Walnut Street Theatre
Walnut Street Theatre är en teater i Philadelphia, Pennsylvania i USA. Teatern grundades år 1809 och öppnade 1812, och är den äldsta teater i USA som fortfarande är i bruk. Teatern påstås ha den längsta kontinuerliga verksamheten i den engelskspråkiga världen.